# Catherpes mexicanus
Catherpes mexicanus là một loài chim trong họ Troglodytidae.
Loài chim này sống ở Bắc Mỹ. Chúng ít di chuyển trên toàn phạm vi phân bố và thường được tìm thấy trong đất khô cằn, mỏm đá, mỏm và hẻm núi. Chúng là một loài chim nhỏ khó nhìn thấy ở môi trường sống trên đá; Tuy nhiên, có thể nghe thấy chúng trong những hẻm núi nhờ tiếng hót to và hay. Loài này hiện đang là loài duy nhất trong chi Catherpes.

## Hình ảnh

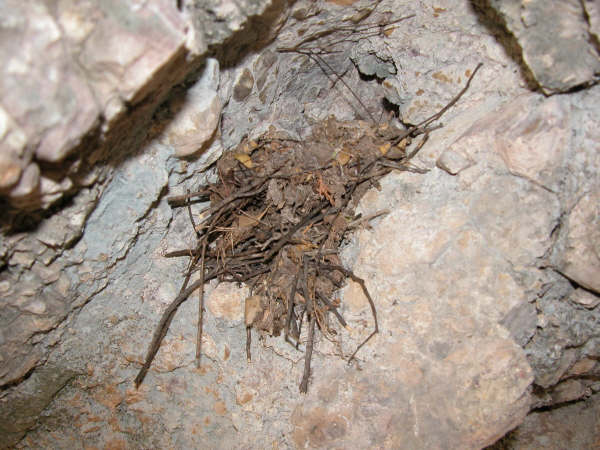
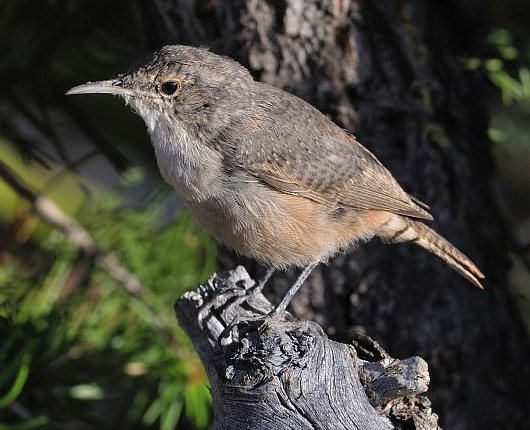